# Diogène de Tarse
Pour les articles homonymes, voir Diogène (homonymie).
Diogène de Tarse est un philosophe épicurien du IIe siècle av. J.-C., né à Tarse en Cilicie.
Il a écrit plusieurs ouvrages pour expliciter la doctrine d'Épicure, dont :
- Résumé des doctrines morales d'Épicure[1]
- Leçons choisies (en 20 livres)[2]